# Scheune Im Iserbrock 3
Die Scheune Im Iserbrock 3 in der niedersächsischen Gemeinde Lamstedt-Hackemühlen, Samtgemeinde Börde Lamstedt, im Landkreis Cuxhaven stammt vom Anfang des 19. Jahrhunderts.
Aktuell (2024) wird sie nicht genutzt.
Das Gebäude steht unter Denkmalschutz (siehe auch Liste der Baudenkmale in Lamstedt).

## Beschreibung
Die Kornscheune der Hofanlage Im Iserbrock 3 liegt von dieser räumlich getrennt auf der südlichen Straßenseite.
Das eingeschossige traufständige Gebäude als Hallenhaus in Fachwerk als Wandständerbau, teils mit Steinausfachungen, teils mit Lehmausfachungen, teils verbrettert und mit reetgedecktem Walmdach wurde 1804 (Inschrift) gebaut. Sie ist nur noch als Ruine erhalten.
Das Landesdenkmalamt befand u. a.: „… Als Wandständerbau des frühen 19. Jahrhunderts ist sie weitgehend original überkommen …“